# 4932 Texstapa
4932 Texstapa (1984 EA1) là một tiểu hành tinh vành đai chính được phát hiện ngày 9 tháng 3 năm 1984 bởi Brian A. Skiff ở Trạm quan sát Anderson Mesa Station thuộc Đài thiên văn Lowell. Nó được đặt tên cho Texas Star Party.